# Jean Clobert
Jean Clobert, né le 29 août 1952 à Sclayn (Belgique), est docteur en zoologie, directeur de recherches, ayant intégré le CNRS après ses études à Louvain (Belgique). Il a été à l'origine de la relance de la station d'écologie du CNRS à Moulis (Ariège), et l'a transformée dans un outil de recherche international de premier plan. Il a reçu en 2019 le Grand Prix de la Société française d’écologie et d’évolution conjointement avec Michel Loreau.

## Biographie
Jean Clobert est né le 29 août 1952 à Sclayn, en Belgique et a soutenu son doctorat en 1981 à l'Université catholique de Louvain (Belgique), sur la dynamique d'une population d'étourneaux sansonnets (Sturnus vulgaris L.). Il a par la suite occupé les postes suivants :
- 1981 - 1983. Post-doctorant I.R.S.I.A.[a], à l'Université Catholique de Louvain-la-Neuve, Belgique
- 1984 - 1985. Maître assistant, au Laboratoire de biométrie, Université Claude Bernard (Lyon I), France
- 1985 - 1986. Post-doctorant de la British Royal Society et de la Fondation Belge des Sciences à l'Institut Edward Grey d'Ornithologie de Terrain, Département de Zoologie, Université d'Oxford, Angleterre
- 1986 - 1987. Post-doctorant CNRS, à l'École Normale Supérieure, Paris, France
- 1988 - 2006. Chercheur CNRS, au Laboratoire « Fonctionnement et Évolution des Systèmes Écologiques », Université Pierre et Marie Curie et École Normale Supérieure, Paris, France
- À partir de 2007.  Chercheur CNRS, à la Station de Recherche en Écologie Expérimentale du CNRS, Moulis, France, dont il a assuré la direction jusqu'en 2017[5].

C'est sous son impulsion que le laboratoire souterrain de Moulis de l'Institut Écologie et Environnement du CNRS est devenu en 2007, une Station d’écologie expérimentale et depuis 2016 la Station d'Écologie Théorique et Expérimentale (SETE) reconnue mondialement comme une référence dans le domaine de l'écologie théorique et expérimentale,,.

### Distinctions
- En 1995, il a reçu le prix Adolph Wetrens de l’Académie belge des sciences[4],[9].
- En 2007, il a été reconnu comme étant parmi les chercheurs les plus cités selon la liste HighlyCited de l’ISI[4].
- En 2011, il a été élu à l’Académie des sciences européennes dans la section écologie et évolution[4].
- En 2019, il a reçu, conjointement avec Michel Loreau, le Grand Prix de la Société Française d’Écologie et d’Évolution[10].

Jean Clobert a été directeur ou co-directeur de 28 thèses, et sa doctorante, Elvire Bestion, a reçu le Prix « Le Monde » de la recherche universitaire en 2016.

## Travaux de recherche
Jean Clobert est un chercheur reconnu dans le domaine de l'écologie et de l'évolution. Ses travaux ont permis de mieux comprendre divers aspects de l'écologie des populations et de l'évolution, en particulier en ce qui concerne les mécanismes de dispersion, les dynamiques de population et les effets du changement climatique.
Après son post-doctorat au Département de Zoologie d'Oxford, il a concentré ses recherches sur l'étude de la dispersion, un trait démographique peu connu à l'époque, qui a conduit en 2012 à la publication d'un ouvrage dont il il est le premier auteur,. Il a cherché à comprendre les motivations derrière la dispersion et a identifié les traits morphologiques, physiologiques et comportementaux des individus qui se dispersent.
Il a développé des modèles statistiques pour estimer les paramètres des populations et a également promu l'utilisation de modèles matriciels pour étudier la dynamique des populations. Ce travail a été l'objet d'un nombre très élevé de citations (5554 dans Google Scholar en août 2025).
Jean Clobert a également travaillé sur le polymorphisme de couleur et les stratégies alternatives chez les femelles du lézard vivipare, contribuant à une meilleure compréhension des variations phénotypiques et des stratégies reproductives et apportant des éléments confortant l'effet green-beard.
Ses recherches ont par ailleurs particulièrement porté sur les effets du changement climatique et de la fragmentation des habitats sur la survie des espèces, en utilisant entre  autres les lézards comme espèce modèle. Ces espèces paient un lourd tribut au réchauffement climatique, et des travaux ont montré dès 2010 que sur une quarantaine de populations suivies dans les Cévennes pendant dix ans, quatre ont disparu à la suite d'épisodes de fortes chaleurs. Sur la base de ses travaux, Jean Clobert a été cosignataire d'une lettre ouverte au président de la République d'alors, où 60 spécialistes de la biodiversité s'alarment de « la disproportion persistante » entre les « grandes menaces qui pèsent sur notre planète » et les réponses apportées jusque là.

## Principales publications
Jean Clobert a été l'auteur 285 articles et ouvrages référencés dans le Web of Science et Google Scholar, avec parmi les plus cités :
- (en) Jean Clobert, Michel Baguette, Tim G. Benton, James M. Bullock, Dispersal Ecology and Evolution, OUP Oxford, septembre 2012, 863 p. (ISBN 978-0-19-164036-0, lire en ligne)
- (en) Nick M. Haddad, Lars A. Brudvig, Jean Clobert, Kendi F. Davies, Andrew Gonzalez, Robert D. Holt, Thomas E. Lovejoy, Joseph O. Sexton, Mike P. Austin, Cathy D. Collins, et al., « Habitat fragmentation and its lasting impact on Earth’s ecosystems », Science Advances, American Association for the Advancement of Science, vol. 1, no 2,‎ 20 mars 2015, e1500052 (DOI 10.1126/sciadv.1500052, lire en ligne)
- (en) Jean-Dominique Lebreton, Kenneth P. Burnham, Jean Clobert, David R. Anderson, « Modeling Survival and Testing Biological Hypotheses Using Marked Animals: A Unified Approach with Case Studies », Ecological Monographs, vol. 62, no 1,‎ 1992, p. 67‑118 (ISSN 1557-7015, DOI 10.2307/2937171, lire en ligne)
- (en) Viktoriia Radchuk, Thomas Reed, Céline Teplitsky, Martijn van de Pol, Anne Charmantier, Christopher Hassall, Peter Adamík, Frank Adriaensen, Markus P. Ahola, Peter Arcese, et al., « Adaptive responses of animals to climate change are most likely insufficient », Nature Communications, Nature Publishing Group, vol. 10, no 1,‎ 23 juillet 2019, p. 3109 (ISSN 2041-1723, DOI 10.1038/s41467-019-10924-4, lire en ligne)
- (en) Barry Sinervo, Fausto Méndez-de-la-Cruz, Donald B. Miles, Benoit Heulin, Elizabeth Bastiaans, Maricela Villagrán-Santa Cruz, Rafael Lara-Resendiz, Norberto Martínez-Méndez, Martha Lucía Calderón-Espinosa, Rubi Nelsi Meza-Lázaro, et al., « Erosion of Lizard Diversity by Climate Change and Altered Thermal Niches », Science, American Association for the Advancement of Science, vol. 328, no 5980,‎ 14 mai 2010, p. 894‑899 (DOI 10.1126/science.1184695, lire en ligne)